# Dave Brubeck at Carnegie Hall
Dave Brubeck at Carnegie Hall es un disco doble de The Dave Brubeck Quartet grabado en vivo en el Carnegie Hall el 22 de febrero de 1963. El disco es uno de los pocos discos de jazz que tiene un recital entero, ya que en general los discos en vivo contienen extractos de los mismos.
El disco está producido por Teo Marcero y editado en Columbia Records ese mismo año.

## Los temas & el disco
El disco se caracteriza por poseer el recital completo, al menos en lo que respecta a la parte musical, ya que las presentaciones de Brubeck y parte de los aplausos fueron eliminadas, así como también hubo un cambio en el orden de los temas para que la duración de los cuatro lados del disco quedara igualmente distribuida (It's a Raggy Waltz había sido originalmente interpretada después de Eleven Four).
Generalmente los temas presentes en el disco son de la serie de álbumes que había estado sacando junto a su cuarteto clásico (Joe Morello en batería, Paul Desmond en saxo alto y Gene Wright en contrabajo) experimentando con tiempos (Time Out, Time Further Out y Time in Outer Space) sumados a una serie de standards de jazz.
Otra de los cambios realizados en este recital fue la versión de King for a Day (compuesto entre Brubeck y su esposa Iola), originalmente del disco The Real Ambassadors, grabado con Louis Armstrong. En esta versión, el tema sirve de base para un solo de bajo de Gene Wright.
Si bien en general el disco es altamente recomendable por la interacción entre los integrantes: hay ciertos puntos destacables, como el solo de batería de Morello en Castilian Drums o el solo de King for a Day mencionado antes, así como también la interpretación fervorosa de Blue Rondo a la Turk y Take Five.

## Lista de temas
- Disco 1
Lado A
1. St. Louis Blues (W. C. Handy)
2. Bossa Nova U.S.A.
3. For All We Knew (S. Lewis / J.F. Coots)
Lado B
4. Pennies from Heaven (J. Burke / A. Johnston)
5. Southern Scene 6. Three to get Ready
- Disco 2
Lado A
1. Eleven Four (P. Desmond)
2. King for a Day (I. Brubeck / D. Brubeck)
3. Castilian Drums, partes I y II
Lado B
4. It's a Raggy Waltz
5. Blure Rondo a la Turk
6. Take Five (P. Desmond)

Todos los temas de Dave Brubeck excepto donde se indica.

## Datos
La edición argentina del disco solo incluye los lados 1 y 4 en un solo disco, que además fue editado en 1965 en dicho país.
De acuerdo al texto de Teo Marcero, para el disco no se había eliminado "ni una nota ni frase de la parte musical del programa", aunque en realidad, al final del tema Castilian Drums hay un fade out. En la edición en CD, el tema tiene el final original y aparecen las presentaciones de Brubeck.
- Número del disco: 
  - Mono- C2L 26
  - Stereo - CDS 826

- Datos: Q4812293